# Kühlregister
Das Kühlregister ist ein Wärmeübertrager und wird in der Gebäudeklimatisierung eingesetzt. In Lüftungs- und Klimaanlagen senkt es zur Luftaufbereitung die Temperatur. Das Kühlregister kann für unterschiedliche Aufgaben eingesetzt werden.
Kühler:
- senken die Lufttemperatur für Kühlzwecke ab. Der Feuchtegehalt der Luft bleibt dabei unverändert.
- senken den Feuchtegehalt der Luft durch Unterschreitung des Taupunktes ab.